# Edith van der Aa
Pour les articles homonymes, voir van der Aa.
Edith van der Aa, née le 6 octobre 1959 à Amsterdam et morte en 1993, est une peintre néerlandaise.

## Biographie
Elle est la fille des comédiens Emmy van Lier (1924-2007) et Herman van der Aa. En 1986, elle commence ses études de peintures à l'académie Gerrit Rietveld. Elle décède à un jeune âge et ses parents créent un fonds protégé par l'académie. Le prix d'examen final de l’académie porte son nom.
Sa mère a notamment écrit sur elle.